# 青森市立三内中学校
青森市立三内中学校（あおもりしりつ さんないちゅうがっこう）は、青森県青森市大字三内字丸山にある公立中学校。地元からは「三中」（さんちゅう）と呼ばれている。

## 概要
青森市立三内西小学校と同時に隣り合うように建てられた中学校である。付近には三内丸山遺跡があるため、遺跡が話題となっていた当時は関連して扱われていた。付近には隣接して『リバーランド』という市管理の公園があり、陸上競技用のトラック、サッカー場2面、テニスコート3 - 4面、露天バレーコート2  - 4面などがあり、中体連などでよく使用される。
校舎本体は3階建てだが、全国的にも珍しいピロティ構造の校舎であるため4階建てとなっている。また、青森市内の公立中学校で唯一、男子学生用の制服に鼠色の学生服を採用している。

## 沿革
- 1985年（昭和60年）
  - 4月1日 - 創立。校章制定。
  - 4月8日 - 開校式挙行。校旗樹立。
  - 8月24日 - 校歌制定。
  - 9月11日 - 運動公園にて、開校記念大運動会開催。同日、校歌披露。
  - 10月27日 - 開校記念第1回三中祭開催（27日まで）。
- 1986年（昭和61年）
  - 4月30日 - 校庭整備完了。
  - 6月30日 - 校庭整備完了記念運動会開催。
- 1992年（平成4年）3月17日 - コンピュータ室設置。
- 1994年（平成6年）
  - 10月13日 - 校訓制定。
  - 10月15日 - 創立10周年記念式典挙行。
- 2019年（平成31年）4月1日 - この年度から、小中一貫教育開始。

## 学区
出典
「一部」と記載された地区の詳細な地番については、青森市教育委員会まで要問い合わせ。
- 大字三内（字沢部、字稲元、字玉作、字丸山の一部、字里見の一部）
- 大字石江（字岡部の一部、字江渡の一部）
- 大字岩渡
- 大字安田字近野の一部
- 里見1丁目
- 里見2丁目の一部
- 西滝2丁目の一部
- 西滝3丁目の一部
- 大字西滝字富永

## 有名な卒業生
- 王林（タレント・元りんご娘）

## アクセス
- 青森市営バス「三内丸山市民館前」停留所下車後、
  - 青森駅前行のりばから、徒歩約130m・約2分。
  - 免許センター・三内丸山遺跡方面行のりばから、徒歩180m・約3分。

## 参考資料
- 『新青森市史 別編教育（別巻） 年表・学校沿革』（青森市・2000年3月発行）「学校沿革 （二）中学校」251頁「三内中学校 変遷」